# Cantonul Rouillac
Cantonul Rouillac este un canton din arondismentul Cognac, departamentul Charente, regiunea Poitou-Charentes, Franța.

## Comune
- Anville
- Auge-Saint-Médard
- Bignac
- Bonneville
- Courbillac
- Genac
- Gourville
- Marcillac-Lanville
- Mareuil
- Mons
- Montigné
- Plaizac
- Rouillac (reședință)
- Saint-Cybardeaux
- Sonneville
- Vaux-Rouillac